# Lincoln Township (comté d'Andrew, Missouri)
Lincoln Township est un township du comté d'Andrew dans le Missouri, aux États-Unis,. En 2010, le township comptait une population de 1 184 habitants. Il est baptisé en référence à John Lincoln, un membre de la famille Lincoln (en), pionnier qui s'est installé dans la région.

## Source de la traduction
- (en) Cet article est partiellement ou en totalité issu de l’article de Wikipédia en anglais intitulé « Lincoln Township, Andrew County, Missouri » (voir la liste des auteurs).